# Araschnia chinensis
Araschnia chinensis är en fjärilsart som beskrevs av Charles Oberthür 1917. Araschnia chinensis ingår i släktet Araschnia och familjen praktfjärilar. Inga underarter finns listade i Catalogue of Life.